# Conchas de Haro

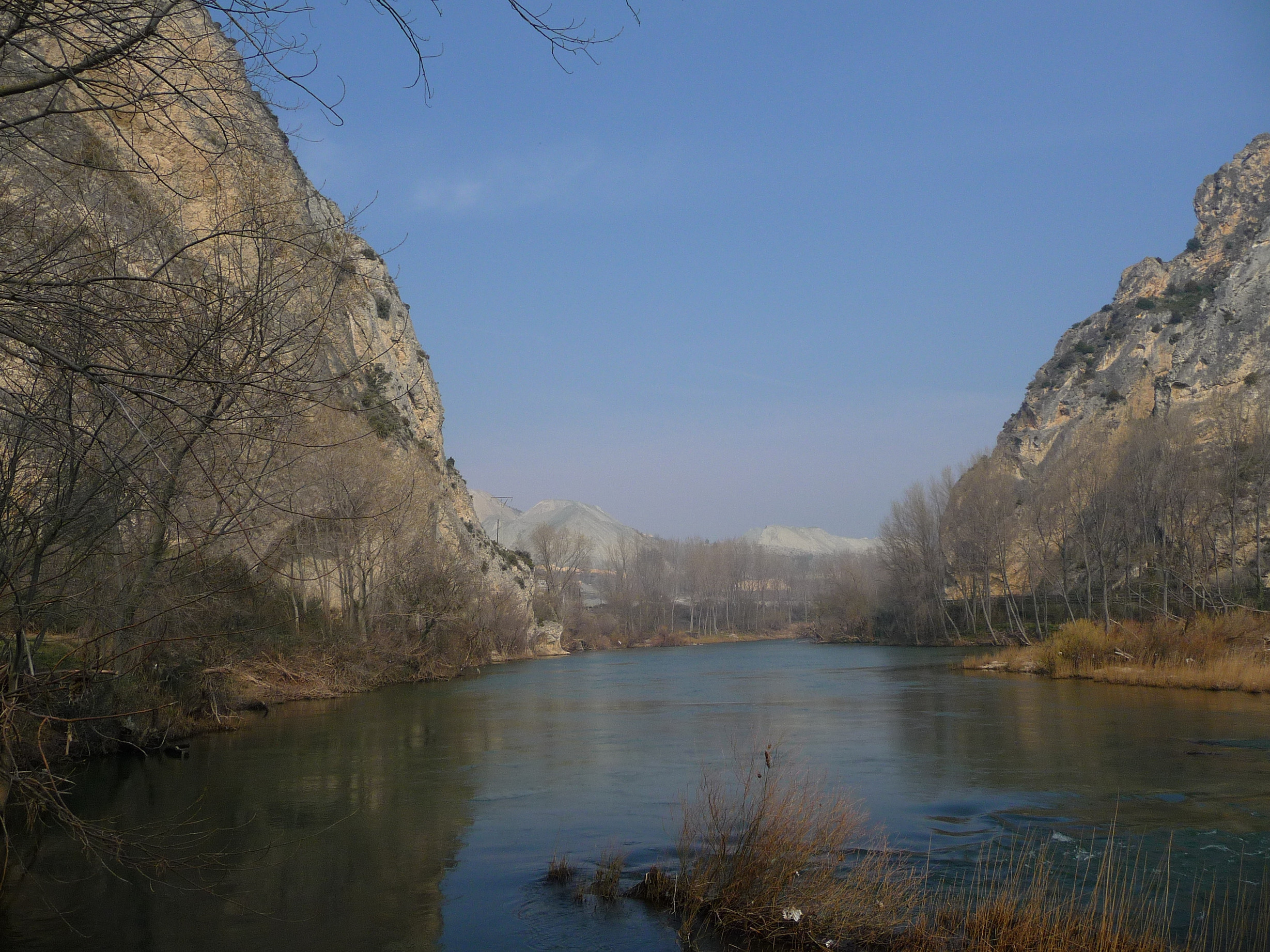
Río Ebro a su paso por Las Conchas de Haro.

Las Conchas de Haro o Conchas de Ebro es un canal natural entre rocas calizas producido por el río Ebro en su entrada en La Rioja, a una altitud de 445 m s. n. m., marcando la separación entre los montes Obarenes por los riscos de Bilibio y la sierra de Cantabria por los riscos de Buradón.
Algunas poblaciones próximas son Briñas, Salinillas de Buradón, Haro y Miranda de Ebro.

## Historia

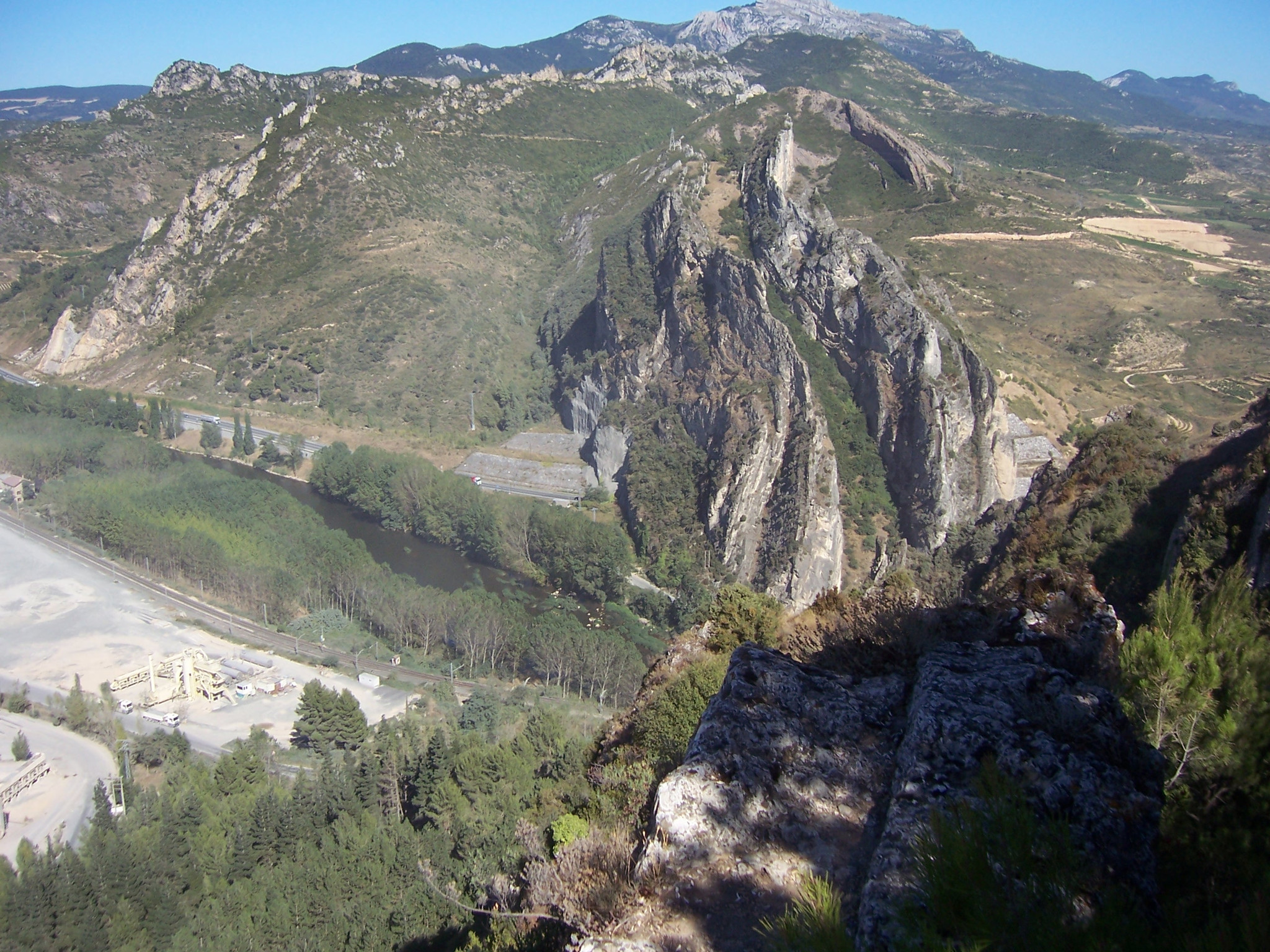
Conchas de Haro desde los Riscos de Bilibio.

Parece que tras la formación de la cadena montañosa en la que se sitúa, el Ebro, al intentar abrirse paso hacia el sur, quedaba estancado tras los Montes Obarenes más unidos que actualmente a la sierra de Cantabria, ya que sobre el año 1000 el punto de desagüe se encontraría unos dieciséis metros por encima del nivel actual en las Conchas, formando una laguna que Domingo Hergueta dio en nombrar Laguna de Bilibio. Al desbordar la laguna a esa altitud formaría una cascada. 
Para favorecer la navegación por la laguna, se habla de la existencia de un faro en la margen derecha, sobre los riscos de Bilibio, que sería mantenido por los habitantes de la población de Bilibio situada junto a estos. Según José Antonio de Salas, este faro se habría colocado en tiempos de Augusto para dominar mejor a los cántabros, aunque Hergueta opinaba que sería anterior, habiendo sido hecho punto de escala del Ebro por los griegos mediante alguna esclusa.
El camino que cruza ambas vertientes del monte no se abrió hasta después de la conquista musulmana de la península ibérica, por eso durante ésta eran importantes los pasos de Pancorbo y de la Hoz de la Morcuera junto a Cellorigo por ser los únicos; produciéndose en ellos varias batallas como la batalla de Cellorigo y la batalla de la Morcuera.

## Etimología
Algunos creen que el nombre de "Las Conchas" provendría del tiempo en el que las rocas de Bilibio y Buradón se hallaban juntas o próximas en su base, por lo que el río no tenía más remedio que remansarse formando en cada roca una ensenada o concha, de donde provendría el nombre. Otros piensan que el nombre deriva de la semejanza de la forma que las dos grandes rocas que parten de ambos lados del río planas y paralelas tienen con las conchas.

## Alrededores
Junto a las conchas se encontraron los poblados de Bilibio y Buradón. En este último se levantó la única iglesia paleocristiana conocida en el País Vasco.

## Vías de comunicación
Durante el paso de los años el desfiladero ha sido utilizado como lugar de paso entre el norte y el sur. Por eso varias vías de comunicación transcurren por la zona:
- Por la margen derecha:
  - Vía de ferrocarril Castejón-Bilbao: pasa por un túnel próximo al río que fue abierto en 1861.[3]

- - Carretera C-122 Logroño-Miranda de Ebro: también llamada carretera vieja del Bilibio. Transcurre junto a la vía, en un paso más elevado y también cruza las rocas por un túnel.
- Por la margen izquierda:
  - Carretera N-124: hasta la década de 1990 bordeaba las rocas de Buradón, por lo que al pasar tan cerca del río los accidentes solían ser muy peligrosos, además de quedar inutilizada con las crecidas del Ebro, por lo que se construyó un túnel en una zona más elevada.

## Otros datos

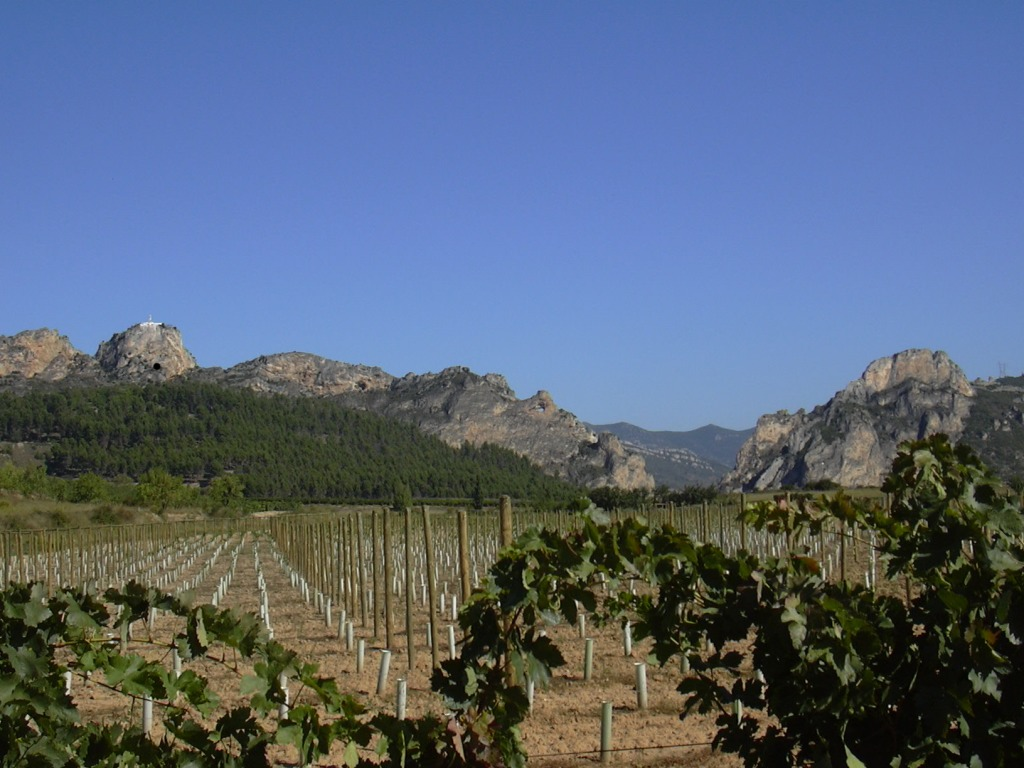
Al fondo, entre los dos sistemas montañosos se encuentra la zona llamada Las Conchas de Haro.

En este zona, afloran de forma dispersa, aguas del acuífero calizo que albergan estas sierras, aportando al Ebro unos 350 litros por segundo. A partir de aquí el Ebro deja su curso alto y penetra en el valle entre meandros.
Junto a las conchas, se encuentran los Riscos de Bilibio, donde se celebra la Batalla del Vino (fiesta de interés turístico nacional).